# Lois Diéguez Vázquez
Lois Diéguez Vázquez (Monforte de Lemos, 17 d'abril de 1944) és un escriptor i polític gallec.

## Biografia
Estudià enginyeria topogràfica a Madrid, militant d'Unión do Povo Galego, fou també un dels fundadors i portaveu de l'AN-PG i diputat pel Bloc Nacional-Popular Gallec al Parlament de Galícia a les eleccions autonòmiques de 1981, i en fou expulsat per negar-se a acatar la Constitució Espanyola de 1978. Membre de l'Associació d'Escriptors en Llengua Gallega

El seu poema Eu son a voz do pobo, es convertí en una de les cançons emblemàtiques del grup Voces Ceibes. Pertany al Col·lectiu Círculos Líticos, integrat, entre d'altres, per Antón Fortes Torres i Isidro Novo.

## Obra

### Poesia
- Albre de espranza, 1966, Xistral.
- Canciós pra un agromar branco e azul, 1968, Xistral.
- O ferro dos días, 1982, Xistral.
- Ónfalos, 2001, Espiral Maior.

### Narrativa
- A torre de Babel, 1968, Galaxia, novela.
- O tempo sen saída, 1972, Editorial Castrelos, novela.
- Galou Z-28, 1976, Xistral, novela.
- A canción do vagamundo, 1987, Sotelo Blanco, novela.
- Monólogos no espello, 1992, Laiovento, relatos.
- Tres sombras góticas e unha rosa, 1995, Espiral Maior.
- Henriqueta na galeria, 1997, Edicións do Cumio.
- Viaxes ás terras encantadas de Lemos, 1999, A Nosa Terra, narrativa de viaxes.
- A casa de Galiaz, 2003, Biblos Clube de Lectores.
- O canto do Muecín, 2007, A Nosa Terra.
- A poutada do Oso, 2011, Laiovento.

### Literatura infantil-jovenil
- Artusa, 1989, Edicións do Cumio, narrativa.

### Assaig
- Lugo, a cidade dos tesouros encantados, 2014, Engaiolarte.

### Obres col·lectives
- Os novísimos da poesía galega, 1973, Akal.
- Os escritores lucenses arredor de Ánxel Fole, 1986, Concello de Lugo.
- 12 anos na búsqueda da nosa identidade, 1990.
- Desde mil novecentos trinta e seis: homenaxe da poesía e da plástica galega aos que loitaron pola liberdade, 1995, Edicións do Castro.
- Novo do trinque, 1997, BNG, relato.
- Manuel María, 2001, Ophiusa.
- Palabras con fondo: un compromiso dos escritores de Galicia coa cooperación e a solidariedade internacional, 2001, Fondo Galego de Cooperación e Solidariedade.
- Poemas e contos da muralla, 2001, A Nosa Terra.
- Longa lingua, 2002, Xerais.
- Alma de beiramar, 2003, Asociación de Escritores en Lingua Galega.
- Intifada. Ofrenda dos poetas galegos a Palestina, 2003, Fundación Araguaney, poesía.
- Narradio. 56 historias no ar, 2003, Xerais, narrativa.
- Negra sombra. Intervención poética contra a marea negra, 2003, Espiral Maior.
- Uxío Novoneyra. A emoción da Terra, 2004, Asociación de Escritores en Lingua Galega.
- A Coruña á luz das letras, 2008, Trifolium.
- Actas do Congreso Manuel María. Literatura e Nación, 2009, Fundación Manuel María.
- Moncho Reboiras. O nacionalismo galego nos anos 70, 2009, Fundación Bautista Álvarez.
- En defensa do poleiro, 2010, Toxosoutos.
- Xosé Chao Rego: renacer galego. (Actas do Simposio-Homenaxe), 2010, Fundación Bautista Álvarez de Estudos Nacionalistas.
- Premios Terras de Chamoso (2007-2009), 2011, Asociación Cultural Arumes do Corgo.
- Banqueiros, 2012, Laiovento.
- Cartafol de soños, homenaxe a Celso Emilio Ferreiro no seu centenario (1912-2012), 2012.
- A cidade na poesía galega do século XXI, 2012, Toxosoutos.
- 150 Cantares para Rosalía de Castro (2015, libro electrónico).

## Premis
- Premi de novel·la de la Casa de Galicia de Bilbao en 1975 per Galou Z-28.
- Premi Blanco Amor en 1986 per A canción do vagamundo.